# Horváthertelend
Horváthertelend é um município da Hungria, situado no condado de Baranya. Tem 5,36 km² de área e sua população em 2019 foi estimada em 39 habitantes.